# Caryophyllia dentata
Espèce
Statut CITES
Caryophyllia dentata est une espèce de coraux appartenant à la famille des Caryophylliidae.